# 小林啓之
小林 啓之（こばやし ひろゆき、1979年5月11日 - ）は、日本の俳優。株式会社スターズ所属。東京都出身。血液型はB型。

## 人物紹介

### 経歴・特色
- 1999年 俳優塾入塾
- 2000年 劇団初舞台入団
- 社団法人日本映画テレビプロデューサー協会 2004年 アクターズセミナー賞受賞

### 特技
- ボクシング、サッカー、マラソン、ライフセービング

## 出演作品

### 舞台
- 時の物置（デビュー作品）
- アパートの部屋貸します
- 終着駅の向こうには・・・
- バンク・バン・レッスン
- ジプシー
- 八月のシャハラザード
- 名作劇場
- 見果てぬ夢
- アダルト・チルドレン(劇団初舞台)(2005年 東京芸術劇場)
- 満月の夜は騒がしい(STARS Company)(2006年 東京芸術劇場）

### TV
- ウルトラマンマックス

### CM
- 日本宝くじ協会 グリーンジャンボ 雑誌広告
- NECソフト ラジオCM